# Moloma
De Moloma (Russisch: Молома) is een 419 kilometer lange rivier in de Russische oblast Kirov. Het verhang van de rivier is 0,2 m/km.
De rivier mondt uit in de Vjatka.